# أوبير غابيلورن
أوبير غابيلورن (بالإنجليزية: Ober Gabelhorn)‏ هو أحد جبال سلسلة جبال الألب بينيني ويقع في كانتون فاليز في سويسرا. يحتل المرتبة رقم 19 في قائمة جبال سويسرا من حيث الارتفاع، إذ يبلغ ارتفاعه حوالي 4063 متر، بينما يبلغ ارتفاع نتوء الجبل 536 متر، هذا وقد سجل أول وصول لقمة الجبل عام 1865.